# Research on Chemical Intermediates
Research on Chemical Intermediates (abrégé en Res. Chem. Intermed.) est une revue scientifique à comité de lecture. Ce journal mensuel présente des articles de recherche concernant la structure et la réactivité d'espèce chimiques intermédiaires.
D'après le Journal Citation Reports, le facteur d'impact de ce journal était de 1,221 en 2014. La direction éditoriale est assurée par Masakazu Anpo (Université d'Osaka, Japon).